# Total War: Arena
Total War: Arena 
Fue un videojuego de táctica en tiempo real desarrollado por The Creative Assembly y distribuido por Wargaming. Se trató de lo que se conoce como un free-to-play, es decir, que fue un juego de acceso gratuito siendo el primer título de la saga en seguir este modelo. Se centraba exclusivamente en el multijugador en línea, mezclando elementos del online battle arena y estrategia en tiempo real. La batallas seguían un modelo de 10 contra 10 en las que cada jugador podrá manejar 3 unidades de unos 100 hombres cada una. El 22 de noviembre de 2018 anunciaron el cese de actividad para febrero de 2019, fecha en la que el juego podrá ser jugado por última vez. 
En 2019 la compañía china NetEase firmó un acuerdo con Creative Assembly para introducir la saga Total War en China incluyendo el relanzamiento de Total War: Arena de forma exclusiva para ese país. Su lanzamiento ha sido programado para el 23 de septiembre de 2020.

## Características
Cada jugador no solo manejaba una única unidad, o un héroe sino que se toma el control de varias unidades de forma independiente en la batalla, pudiendo dividir estas fuerzas si así era necesario.
Además  una vez que son eliminadas todas tus fuerzas, quedabas fuera de la partida. No había posibilidad de resucitar y volver a la carga, sino que quedabas fuera de la partida, como espectador o con la posibilidad abandonar y buscar otra partida.
Antes de las partidas podíamos elegir la configuración de las tropas e incluso mejorarlas con dinero. La elección del general de nuestras fuerzas determinará en gran medida sus características y forma de luchar, a la vez que condiciona su desarrollo. Cuando combatimos, conseguimos dinero y experiencia, lo que permite subir de nivel, conseguir características especiales y mejorar nuestras unidades, fortaleciéndolas, obteniendo nuevas tropas y mejorando su equipo. Los generales serán figuras famosas de la historia, mezclando diversas épocas, donde se pueden ver a personalidades como Julio César y Leónidas.

## Juego
El objetivo es tomar la base rival o eliminar a todos tus enemigos. Los mapas tienen un tamaño considerable para el despliegue de las tropas de 20 jugadores (10 contra 10) cada uno de los jugadores con tres unidades cada una y una de estas unidades contiene al comandante. Hay diferentes mapas y ambientes como desiertos o ciudades en las que tendrás que conducir tus tropas a través de calles y exteriores de la urbe. 
En el juego, hasta noviembre de 2018, hay cuatro facciones: Cartago, Grecia, Imperio Romano y Bárbaros, estos últimos engloban a pueblos celtas y germánicos por el momento. 
Las unidades de cada facción se dividen en diez niveles diferentes, desde Tier I hasta Tier X. Los comandantes con unidades de nivel I a nivel III juegan una partida contra la inteligencia artificial, es decir 10 jugadores humanos en el mismo equipo contra otros 10 de la IA, en cambio, los jugadores que tienen desde nivel III inclusive hasta el nivel X juegan contra jugadores humanos. El único nivel que puede elegir si jugar contra IA o contra humanos son las unidades de nivel III. 
Los comandantes también cuentan con distintos niveles y habilidades especiales que lo asemejan a los MOBA y que los hacen idonéos para usar unidades de una tipología. Por ejemplo, Julio César tiene habilidades que solo pueden ser aprovechadas por la artillería y lo hace el comandante más idóneo para este tipo de unidad.

### Facciones
Los cartagineses son el ejército más completo ya que disponen de unidades mercenarias, como íberos, númidas e incluso griegos, por tanto poseen el mayor surtido de unidades del juego teniendo desde lanceros hasta lanceros a caballo. Como unidad especial y única los púnicos tienen los elefantes.
Los griegos son un ejército mayoritariamente especializado en lanceros (hoplitas), piqueros (falange) e infantería de proyectil (arqueros y honderos), aunque Macedonia y las unidades macedónicas también se encuentran incluidas en la facción añadiendo también un buen componente de lanceros a caballo, la mayoría de ellos macedonios.
Los romanos son una facción mayoritariamente de infantería y artillería, su caballería es con espada y su unidad única los jabalineros.
Los bárbaros son celtas y germanos que al igual que los cartagineses cuentan con un buen surtido de unidades diferentes, ya que cuentan con muchas unidades de diferente tipo, desde infantería con espada y con falx, arqueros, hasta caballería con espada. Su unidad única son los perros de guerra.

### Comandantes
Cada comandante tiene una serie de habilidades especiales que se componen de tres. Una que se desbloquea al nivel I, otra en el III y la ultimate que se desbloquea en nivel V. Estas habilidades hacen que algunos comandantes sean idóneos para infantería y otros en arqueros, caballería u otros. No obstante pueden ser usados con la unidad que el usuario desee o incluso mezclar un tipo de unidad con otra.
Con Cartago:
- Aníbal - Infantería
- Asdrúbal - Caballería

Con Grecia:
- Cinane - Arqueros
- Alejandro Magno - Caballería
- Leónidas - Infantería
- Milcíades - Infantería

Con el Imperio Romano:
- Germánico - Infantería
- Julio César - Artillería
- Escipión el Africano - Caballería
- Sila - Infantería

Con los Bárbaros:
- Arminio - Caballería
- Boudica - Perros de guerra
- Vercingétorix - Infantería
- Ambiórix - Arqueros